# 三星Galaxy Express 2
三星Galaxy Express 2是三星電子在2013年10月推出的Android智能手機。Galaxy Express 2和三星Galaxy S4 Mini有著類似的設計，但Express 2有一個更大的4.5英寸的屏幕和不同的相機規格。